# Bonifacio de Camerana
Bonifacio de Camerana, o Camarano, Bonifacio di Camerana (XIII secolo – Sicilia, XIII secolo), è stato un militare italiano, giustiziere della Val di Noto, capitano del Popolo della città di Corleone.

## Biografia
Figlio del miles lombardo Oddone de Camerana, capo di una spedizione di militari lombardi ai quali erano state concesse terre e privilegi a Corleone, Bonifacio divenne feudatario di Militello in Val di Noto il 20 novembre 1249, in cambio dei feudi già posseduti a Corleone e concessi al padre, che ritornarono a Federico II di Svevia per l'elevata importanza strategica. L'investitura feudale del "casale di Militello" nel Val di Noto gli fu rinnovata da re Giacomo d'Aragona, con privilegio dato a Messina il 2 maggio 1286.
Seppur appartenente ai De Camerana, ghibellini e filosvevi, Bonifacio de Camerana ricoprì la carica di magister aratiarum durante il regno di Carlo I d'Angiò.
Con la ribellione scoppiata a Palermo al dominio angioino, il lunedì dell'Angelo (il 30 marzo 1282), la città di Corleone, tradizionalmente legata alla dominazione svevo-ghibellina, fu la prima a seguire l'esempio dei rivoltosi palermitani. Alla missione inviata il 3 aprile ai rivoltosi di Palermo, «per offrire fedeltà e fraternità», partecipò Guglielmo Curto di origine lombarda. Secondo quanto afferma il cronista Saba Malaspina, fu proprio Bonifacio de Camerana, diventato Capitano del Popolo di Corleone, uno dei principali artefici dell'alleanza tra i rivoltosi palermitani e quelli di Corleone, e della successiva persecuzione degli Angioini francesi. Bonifacio, insieme a tremila lombardi ghibellini di Corleone, fece strage di francesi, angioini e guelfi, «infierendo su di loro come se ognuno dovesse vendicare la morte del padre, del fratello, del figlio».
(Saba Malaspina, Rerum Sicularum historia)
Nel 1287 Bonifacio fu inviato a Marsala, con il figlio Oberto e un contingente di corleonesi, in aiuto di Berardo de Ferro che aveva organizzato la difesa di Marsala da un attacco della flotta angioina.